# Кудлих, Ганс
Ганс Кудлих (1823—1917) — австрийский политик.
Изучал в Вене право и в 1848 был выбран в австрийский рейхстаг. Его предложение об упразднении крепостной зависимости сделало его популярным среди крестьян, которые, однако, не последовали его воззваниям к революционному движению. Кудлих бежал за границу и участвовал в баденском восстании, после усмирения которого укрылся в Швейцарии. Заочно приговорённый к смерти, он отправился в Америку, изучил медицину и поселился в качестве врача близ Нью-Йорка. Когда он, в 1872, вернулся в Австрию, Вена поднесла ему звание почётного гражданина. Он изобразил всё им пережитое в «Rückblicke uud Erinnerungen» (Вена, 1873).
Изображен на австрийской почтовой марке 1998 года.